# Winsum
Winsum (phát âmⓘ) là một đô thị ở đông bắc Hà Lan.

## Trung tâm dân cư
Abbeweer, Adorp, Aduarderzijl, Alinghuizen, Allersma, Antum, Arwerd, Baflo, Bellingeweer, Beswerd, Bolshuizen, Dingen, De Raken, De Vennen, Den Andel, Duisterwinkel, Ernstheem, Ezinge, Feerwerd, Garnwerd, Groot Wetsinge, Hammeland, Hardeweer, Harssens, Hekkum, Hiddingezijl, Klein Wetsinge, Krassum, Lutje Marne, Lutke Saaksum, Maarhuizen, Obergum, Oldenzijl, Oostum, Ranum, Rasquert, Saaxumhuizen, Sauwerd, Schapehals, Schaphalsterzijl, Schilligeham, Schifpot, Het Schoor, Suttum, Takkebos, Tijum, Tinallinge, Valkum, Wierum, Wierumerschouw, Wildeveld và Winsum.